# Marron Curtis Fort
Marron Curtis Fort (* 24. Oktober 1938 in Boston; † 18. Dezember 2019 in Leer (Ostfriesland)) war ein amerikanisch-deutscher Germanist und Frisist, der sich auf die Erforschung der saterfriesischen und niederdeutschen Sprache spezialisiert hatte. Fort besaß die deutsche Staatsbürgerschaft und lebte bis zu seinem Tod in Leer. Durch seine Beiträge in Presse, Funk und Fernsehen trug Fort maßgeblich zur Bekanntheit der saterfriesischen Sprache bei.

## Akademischer Werdegang
Fort war der Sohn von Alice und Marron William Fort, der 1933 als erster Afro-Amerikaner in einer Ingenieurwissenschaft promoviert wurde. Nach dem Internatsbesuch in New Hampshire (USA) studierte Marron C. Fort ab 1957 an der Princeton University die Fächer Germanistik, Anglistik, Niederlandistik, Skandinavistik und Mathematik. Im Jahr 1961 wechselte er zur Universität von Pennsylvania (Philadelphia). Im Rahmen eines universitären Austauschprogramms kam er 1963 an die Albert-Ludwigs-Universität Freiburg. 1965 promovierte Fort bei Alfred Senn an der University of Pennsylvania zum Ph. D., und zwar mit einer Dissertation über das Niederdeutsche von Vechta.
Von 1969 bis 1985 hatte Marron C. Fort eine Professur für Germanistik an der Universität von New Hampshire inne. In dieser Zeit, nämlich 1976/77 und 1982/83, übernahm er Gastprofessuren an der Universität Oldenburg und begann seine Studien zur saterfriesischen Sprache und zum ostfriesischen Niederdeutsch. Ab 1982 lebte er in Deutschland. Ab 1983 war Fort an der Universität Oldenburg Akademischer Oberrat und leitete dort bis zu seiner Pensionierung im Jahr 2003 die Arbeitsstelle Niederdeutsch und Saterfriesisch.
In seiner Beschäftigung mit dem Saterfriesischen gab Marron C. Fort ein saterfriesisches Wörterbuch sowie zwei Bände mit Volkserzählungen in saterfriesischer Sprache heraus. Dazu fertigte er eine Übersetzung des Neuen Testaments und der Psalmen an.

## Auszeichnungen
- 1991: Landschaftsmedaille der Oldenburgischen Landschaft[6]
- 1998: Indigenat der Ostfriesischen Landschaft[7]
- 2004: Ehrenbürger der Gemeinde Saterland[8]
- 2008: Ehrenmitglied des Seelter Buund[9]
- 2012: Niedersächsischen Verdienstorden am Bande für das Engagement zur Erforschung und zum Erhalt der Regionalsprachen[10]
- 2015: Bundesverdienstkreuz[11]

## Werke
- Saterfriesisches Wörterbuch. Helmut Buske Verlag, Hamburg 1980, ISBN 3-87118-401-2.
  - Neuauflage: Saterfriesisches Wörterbuch. 2., vollständig überarbeitete und stark erweiterte Auflage u. mit 1 CD-ROM. Helmut Buske Verlag, Hamburg 2015, ISBN 978-3-87548-723-7.
- Saterfriesisches Volksleben. Ostendorp, Rhauderfehn 1985, ISBN 3-921516-42-0.
- Saterfriesische Stimmen. Ostendorp, Rhauderfehn 1990, ISBN 3-921516-48-X.
- Dät Näie Tästamänt un do Psoolme in ju aasterlauwersfräiske Uurtoal fon dät Seelterlound, Fräislound, Butjoarlound, Aastfräislound un do Groninger Umelounde. Oldenburg 2000, ISBN 3-8142-0692-4, urn:nbn:de:gbv:715-oops-6533 (uni-oldenburg.de [abgerufen am 21. September 2024]).